# Хайнрих LXIV (Ройс-Кьостриц)
Хайнрих LXIV Ройс-Кьостриц (на немски; * 31 март 1787 в Кьостриц, Тюрингия; † 16 септември 1856 в Ернстбрун, Долна Австрия) от род Ройс– стария клон, е княз на Ройс-Кьостриц (1814 – 1856) и австрийски императорски и кралски генерал на кавалерията.
Той е най-малкият син на княз Хайнрих XLIII Ройс-Кьостриц (1752 – 1814) и графиня Луиза Ройс Еберсдорф (1759 – 1840), дъщеря на граф Хайнрих XXIV фон Ройс-Еберсдорф (1724 – 1779) и графиня Каролина Ернестина фон Ербах-Шьонберг (1727 – 1796).
Хайнрих LXIV Ройс-Кьостриц следва в университета в Йена. На 28 април 1804 г. влиза в императорската австрийска войска. Като майор той става 1809 г. адютант на генералисимус ерцхерцог Карл Австрийски и участва в битките. За заслугите му към Австрийската династия той е награден с рицарския кръст на Ордена Мария-Терезия. Той става полковник-лейтенант и участва 1815 г. в боевете срещу Наполеон Бонапарт в Испания и Франция и в Англия.
След смъртта на баща му 1814 г. той го замества също на Виенския конгрес. Той е повишен на генерал-майор и 1836 г. на фелдмаршал-лейтенант. Той става генерал, командир в Славония, Сирмия, по-късно в Моравия и Силезия. На 1 декември 1848 г. той се пенсионира като генерал на кавалерията. Той живее след това в своя дворец Ернстбрун, който е наследил през 1882 г. от рода на князете фон Зинцендорф.
Хайнрих LXIV Ройс-Кьостриц не се жени, умира на 69 години на 16 септември 1856 г. в Ернстбрун. Наследен е от братовчед му Хайнрих LXIX Ройс-Кьостриц от старата линия (1792 – 1878) като княз на Ройс-Кьостриц (1856 – 1878).